# Dino Rex
Dino Rex (títol original en anglès: Theodore Rex) és una pel·lícula estatunidenca dirigida per Jonathan Betuel, estrenada l'any 1995. Ha estat doblada al català.

## Argument
En un futur pròxim, els científics han recreat genèticament els dinosaures i aquests són intel·ligents i poden parlar. L'inspector de policia Katie Coltrane és forçat a col·laborar amb el tiranosaure Theodore Rex en el marc d'una investigació sobre els homicidis d'uns altres dinosaures. Aquesta investigació els fa descobrir el complot d'un milionari que pretén crear una nova època glacial.

## Repartiment
- Whoopi Goldberg: Katie Coltrane
- Armin Mueller-Stahl: Elizar Kane
- Juliet Landau: Dra. Veronica Shade
- Bud Cort: Spinner
- Stephen McHattie: Edge
- George Newbern: Theodore Rex (veu)
- Carol Kane: Molly Rex (veu)
- Richard Roundtree: el comissari Lynch
- Jack Riley: Alaric
- Joe Dallesandro: Rogan

## Acollida
- Als Estats Units, el film inicialment havia d'estrenar-se al cinema però, davant les dolentes reaccions del públic en les preestrenes, va ser estrenada directament en vídeo, cosa que va suposat a l'època el film més car estrenat directament en vídeo.[3][4] Tanmateix es va estrenar en sales en alguns països d'Europa, aconseguint 88.723 entrades a Espanya i 43.898 entrades a França.[5]
- Premis 1996: Nominada als Premis Razzie: Pitjor actriu (Whoopi Goldberg)
- Crítica:"Entretinguda comèdia fantàstica destinada a consum familiar"[6]